# Како год окренеш
Како год окренеш (енгл. Look Both Ways) америчка је романтична комедија из 2022. Режију потписује Ванури Кахију, по сценарију Ејрпил Просер, док глумачку поставу предводи Лили Рајнхарт. Филм је 17. августа 2022. приказао Netflix.

## Радња
На вече када би требала дипломирати, Натали се живот измакне контроли након што уради тест за трудноћу.

## Улоге
| Глумац           | Улога        |
| ---------------- | ------------ |
| Лили Рајнхарт    | Натали Бенет |
| Дени Рамирез     | Гејб         |
| Дејвид Коренсвет | Џејк         |
| Аиша Ди          | Кара         |
| Андреа Севиџ     | Тина Бенет   |
| Лук Вилсон       | Рик Бенет    |
| Нија Лонг        | Луси Галовеј |
| Елиса Анет       | Шеј Тензи    |
| Аманда Кнапић    | Миранда      |